# Nati nel 1921/Dicembre
| Questa pagina contiene informazioni ricavate automaticamente dalle voci biografiche con l'ausilio del template Bio e di un bot. L'aggiornamento è periodico e automatico e ricostruisce completamente la pagina. Se manca una persona in questa lista, sei pregato di non aggiungerla, ma accertati piuttosto che la sua voce biografica contenga il template Bio e che i dati anagrafici siano correttamente compilati. Se il template Bio manca, inseriscilo tu stesso o, in alternativa, metti l'avviso {{tmp\|Bio}} che ne segnala la mancanza. Se i dati riportati sono sbagliati, correggi direttamente la voce biografica; le modifiche saranno visibili in questa lista entro pochi giorni. Per chiarimenti vedi il progetto biografie. La lista contiene solo le 185 persone che sono citate nell'enciclopedia e per le quali è stato implementato correttamente il template Bio. Pagina aggiornata al 18 lug 2025. |

- 1º dicembre - James Barlow, scrittore britannico († 1973)
- 1º dicembre - Maurice Cantor, vescovo francese († 2016)
- 1º dicembre - Giovanni Colombelli, calciatore italiano († 1997)
- 1º dicembre - Francesco Fossa, imprenditore e politico italiano († 1992)
- 1º dicembre - Giulio Geroli, cestista e allenatore di pallacanestro italiano († 2012)
- 1º dicembre - Aad de Jong, calciatore olandese († 2003)
- 1º dicembre - Ralph Manza, attore statunitense († 2000)
- 1º dicembre - Vezio Melegari, scrittore e fumettista italiano († 2009)
- 1º dicembre - Valentín Sabate, pallanuotista spagnolo († 1986)
- 1º dicembre - Corrado Zorzin, calciatore italiano († 1987)
- 1º dicembre - Levan Aleksandrovič Šengelija, pittore e regista sovietico († 2009)
- 2 dicembre - Ali Meshkini, politico iraniano († 2007)
- 2 dicembre - Carlo Furno, cardinale e arcivescovo cattolico italiano († 2015)
- 2 dicembre - Lola Gaos, attrice spagnola († 1993)
- 2 dicembre - Isabella Karle, chimica statunitense († 2017)
- 2 dicembre - Armando Peverelli, ciclista su strada italiano († 1981)
- 3 dicembre - Phyllis Curtin, soprano e docente statunitense († 2015)
- 3 dicembre - John Doar, avvocato statunitense († 2014)
- 3 dicembre - José García Pérez, calciatore e allenatore di calcio argentino
- 3 dicembre - Geoffrey Kirk, filologo classico britannico († 2003)
- 3 dicembre - Paul Sinibaldi, calciatore francese († 2018)
- 3 dicembre - Geoffrey Watson, statistico australiano († 1998)
- 3 dicembre - Jaroslav Šajtar, scacchista ceco († 2003)
- 4 dicembre - Deanna Durbin, attrice e cantante canadese († 2013)
- 4 dicembre - Carlos Franqui, scrittore, poeta e giornalista cubano († 2010)
- 4 dicembre - Howie Hoffman, cestista statunitense († 1996)
- 4 dicembre - Andrea Lo Presti, calciatore italiano
- 4 dicembre - Paul Schäfer, criminale, militare e medico tedesco († 2010)
- 5 dicembre - Satoru Anabuki, aviatore e militare giapponese († 2005)
- 5 dicembre - Marcial Ávalos, calciatore paraguaiano
- 5 dicembre - Francesco Candelli, politico e operaio italiano († 1993)
- 5 dicembre - Felix Endrich, bobbista svizzero († 1953)
- 5 dicembre - Hoot Gibson, cestista statunitense († 1958)
- 5 dicembre - Jim Homer, cestista statunitense († 1992)
- 5 dicembre - André Jacowski, allenatore di calcio e calciatore francese († 2002)
- 5 dicembre - Eeva-Liisa Manner, poetessa, drammaturga e traduttrice finlandese († 1995)
- 5 dicembre - Veljko Milatović, politico montenegrino († 2004)
- 5 dicembre - Gigi Movilia, giornalista, critico musicale e scrittore italiano († 2019)
- 5 dicembre - Louis de Froment, direttore d'orchestra francese († 1994)
- 6 dicembre - George Beurling, militare canadese († 1948)
- 6 dicembre - Marcel Callo, beato francese († 1945)
- 6 dicembre - Luis Cuenca, attore spagnolo († 2004)
- 6 dicembre - Otto Graham, giocatore di football americano e cestista statunitense († 2003)
- 6 dicembre - Ralph Johnson, cestista e allenatore di pallacanestro statunitense († 2005)
- 6 dicembre - Orlando Lucchi, politico italiano († 1995)
- 6 dicembre - Nobuo Matsunaga, calciatore giapponese († 2007)
- 6 dicembre - Doyle Parrack, cestista e allenatore di pallacanestro statunitense († 2008)
- 6 dicembre - Piero Piccioni, pianista, direttore d'orchestra e compositore italiano († 2004)
- 7 dicembre - Anatolij Bannyk, scacchista ucraino († 2013)
- 7 dicembre - Ángela Crocco, cestista argentina († 1970)
- 7 dicembre - Arne Dørumsgaard, musicista, compositore e cantante norvegese († 2006)
- 7 dicembre - José Guardiola, attore e doppiatore spagnolo († 1988)
- 7 dicembre - Franco Parenti, attore, direttore artistico e autore televisivo italiano († 1989)
- 7 dicembre - Domenico Sereno Regis, pacifista italiano († 1984)
- 7 dicembre - Tilda Thamar, attrice, regista e pittrice argentina († 1989)
- 8 dicembre - Abdulkader al-Badri, politico libico († 2003)
- 8 dicembre - Martino Bardotti, politico italiano († 2012)
- 8 dicembre - Paul Carpenter, attore e cantante canadese († 1964)
- 8 dicembre - Jakov Punkin, lottatore sovietico († 1994)
- 8 dicembre - Leonardo Severini, attore e doppiatore italiano († 1976)
- 8 dicembre - Valeria Valeri, attrice e doppiatrice italiana († 2019)
- 9 dicembre - Henry Blanc, fumettista e illustratore francese († 2013)
- 9 dicembre - Maria Angiolillo, collezionista d'arte e socialite italiana († 2009)
- 9 dicembre - Battista Mellano, partigiano italiano († 1945)
- 9 dicembre - Clario Onesti, pittore, fumettista e incisore italiano († 1997)
- 10 dicembre - Eridano Bazzarelli, traduttore e slavista italiano († 2013)
- 10 dicembre - Kamal Mahgoub, sollevatore egiziano († 2007)
- 10 dicembre - Giuseppe Prisco, avvocato e dirigente sportivo italiano († 2001)
- 10 dicembre - Frank Rawcliffe, calciatore inglese († 1986)
- 10 dicembre - Marino Ronchi, pittore, illustratore e critico d'arte italiano († 2015)
- 10 dicembre - Gian Luigi Rondi, critico cinematografico italiano († 2016)
- 11 dicembre - Pierre Bec, linguista e filologo francese († 2014)
- 11 dicembre - Pietro Bonetto, arbitro di calcio italiano († 2005)
- 11 dicembre - Johnny Johnson, calciatore inglese († 2003)
- 11 dicembre - Liz Smith, attrice britannica († 2016)
- 11 dicembre - Jean Swiatek, calciatore francese († 2017)
- 11 dicembre - Charles Walton, inventore statunitense († 2011)
- 12 dicembre - Toni Blankenheim, baritono tedesco († 2012)
- 12 dicembre - Ignazio Cannavò, arcivescovo cattolico italiano († 2015)
- 12 dicembre - Salvatore Cassisa, arcivescovo cattolico italiano († 2015)
- 12 dicembre - Hans Robert Jauss, filosofo e francesista tedesco († 1997)
- 12 dicembre - Ana Emilia Lahitte, poetessa, scrittrice e giornalista argentina († 2013)
- 12 dicembre - Nello Pini, designer, ebanista e imprenditore italiano († 1993)
- 13 dicembre - Elda Cividino, ginnasta italiana († 2014)
- 13 dicembre - Alberto Cotti, partigiano e scrittore italiano († 2015)
- 13 dicembre - David Gale, matematico e economista statunitense († 2008)
- 13 dicembre - Franco Salvi, politico italiano († 1994)
- 13 dicembre - Frank Schaufuss, ballerino e direttore artistico danese († 1997)
- 13 dicembre - Maurice Yaméogo, politico burkinabé († 1993)
- 14 dicembre - Božo Broketa, calciatore jugoslavo († 1985)
- 14 dicembre - Hans Colberg, calciatore danese († 2007)
- 14 dicembre - Galliano Fogar, storico e partigiano italiano († 2011)
- 14 dicembre - Maurice Mességué, scrittore francese († 2017)
- 14 dicembre - Charley Trippi, giocatore di football americano statunitense († 2022)
- 15 dicembre - Louis Armitage, calciatore inglese († 2000)
- 15 dicembre - Dionigi Coppo, politico e sindacalista italiano († 2003)
- 15 dicembre - Alan Freed, disc jockey e conduttore radiofonico statunitense († 1965)
- 15 dicembre - Jacques Lecoq, attore teatrale, mimo e pedagogo francese († 1999)
- 15 dicembre - Al Plastino, fumettista e illustratore statunitense († 2013)
- 15 dicembre - Nino Ricciardi, militare e partigiano italiano († 1945)
- 16 dicembre - Toni Pagot, animatore, fumettista e regista italiano († 2001)
- 16 dicembre - Giovanni Palmieri, partigiano e antifascista italiano († 1944)
- 17 dicembre - Silvio Alverà, sciatore alpino e alpinista italiano († 1986)
- 17 dicembre - Giorgio De Sanctis, partigiano italiano († 1982)
- 17 dicembre - Anne Golon, scrittrice francese († 2017)
- 17 dicembre - Nadežda Vasil'evna Popova, militare sovietica († 2013)
- 17 dicembre - William Arthur Ward, scrittore statunitense († 1994)
- 17 dicembre - Amin al-Hafiz, generale e politico siriano († 2009)
- 18 dicembre - Renato Baldini, attore italiano († 1995)
- 18 dicembre - Jack Crompton, allenatore di calcio e calciatore inglese († 2013)
- 18 dicembre - Aldo Ferrara, avvocato e politico italiano († 1997)
- 18 dicembre - Jurij Vladimirovič Nikulin, attore e circense russo († 1997)
- 18 dicembre - Gavino Polo, pittore e storico dell'arte italiano († 1989)
- 18 dicembre - Sun Daolin, attore e regista cinese († 2007)
- 19 dicembre - Mikayıl Abdullayev, pittore azero († 2002)
- 19 dicembre - Ghigo De Chiara, drammaturgo, critico letterario e sceneggiatore italiano († 1995)
- 19 dicembre - Christian Kipfer, ginnasta svizzero († 2009)
- 19 dicembre - Adolf Wiklund, biatleta svedese († 1970)
- 19 dicembre - Wu Xueqian, diplomatico e politico cinese († 2008)
- 20 dicembre - Albano Albanese, ostacolista e altista italiano († 2010)
- 20 dicembre - Ludmila Brožová-Polednová, magistrato cecoslovacco († 2015)
- 20 dicembre - Mario Costa, politico italiano († 1997)
- 20 dicembre - George Roy Hill, regista statunitense († 2002)
- 20 dicembre - Ottavio Mazzonis, pittore italiano († 2010)
- 20 dicembre - Alexander Ramati, scrittore, sceneggiatore e regista polacco († 2006)
- 21 dicembre - Agasi Arutjunovič Babajan, regista sovietico († 1995)
- 21 dicembre - Karl-Günther Bechem, pilota automobilistico tedesco († 2011)
- 21 dicembre - Cao Văn Viên, generale vietnamita († 2008)
- 21 dicembre - Paul Falk, pattinatore artistico su ghiaccio tedesco († 2017)
- 21 dicembre - Augusto Monterroso, scrittore guatemalteco († 2003)
- 21 dicembre - Lincoln E. Moses, statistico statunitense († 2006)
- 21 dicembre - Dulce Santucci, autrice televisiva, sceneggiatrice e drammaturga brasiliana († 1995)
- 21 dicembre - Mario Trezzi, calciatore e allenatore di calcio italiano
- 22 dicembre - Dimitri Fampas, chitarrista greco († 1996)
- 22 dicembre - Maurice Girardot, cestista francese († 2020)
- 22 dicembre - Giuseppe Marchetto, calciatore italiano († 1975)
- 22 dicembre - Lucien Rebuffic, cestista francese († 1997)
- 22 dicembre - Zeno Vendler, filosofo e linguista ungherese († 2004)
- 23 dicembre - Isabel Alfaro, cestista messicana († 2009)
- 23 dicembre - Guerrino Carraro, calciatore e allenatore di calcio italiano († 2012)
- 23 dicembre - Luigi Frigerio, calciatore italiano
- 23 dicembre - Julio Gámez, cestista dominicano († 2011)
- 23 dicembre - Wanda Ferragamo, imprenditrice italiana († 2018)
- 23 dicembre - Charles Millot, attore francese († 2003)
- 23 dicembre - Silvio Naldi, calciatore italiano († 2010)
- 23 dicembre - Gerald S. O'Loughlin, attore statunitense († 2015)
- 23 dicembre - Helena Rakoczy, ginnasta polacca († 2014)
- 23 dicembre - Ed Sampson, hockeista su ghiaccio statunitense († 1974)
- 23 dicembre - Lilia Silvi, attrice italiana († 2013)
- 24 dicembre - Bill Dudley, giocatore di football americano statunitense († 2010)
- 24 dicembre - Leroy King, cestista statunitense († 2004)
- 24 dicembre - Mickey Knox, attore, dialoghista e traduttore statunitense († 2013)
- 24 dicembre - Carlo Olmini, politico italiano († 1974)
- 24 dicembre - Luciana Spadoni, cestista italiana
- 25 dicembre - Petro Kito, dirigente d'azienda albanese († 1992)
- 25 dicembre - Mustafa Mahmud, medico e filosofo egiziano († 2009)
- 25 dicembre - Semën Grigor'evič Sokolovskij, attore russo († 1995)
- 26 dicembre - Steve Allen, musicista, attore e personaggio televisivo statunitense († 2000)
- 26 dicembre - Nello Lusoli, politico e partigiano italiano († 2007)
- 26 dicembre - Sean Sullivan, attore canadese († 1985)
- 26 dicembre - Imre Toth, filosofo rumeno († 2010)
- 27 dicembre - Benedetto Ghiglia, compositore, direttore d'orchestra e pianista italiano († 2012)
- 27 dicembre - Sergej Nikolaevič Kolosov, regista sovietico († 2012)
- 27 dicembre - Shinpō Matayoshi, artista marziale giapponese († 1997)
- 27 dicembre - Easy Parham, cestista statunitense († 1982)
- 28 dicembre - Philippe de Gaulle, ammiraglio e politico francese († 2024)
- 28 dicembre - Johnny Jorgensen, cestista statunitense († 1973)
- 28 dicembre - Veikko Männikkö, lottatore finlandese († 2012)
- 28 dicembre - Giuseppe Nembrini, militare italiano († 1945)
- 28 dicembre - Johnny Otis, cantautore statunitense († 2012)
- 29 dicembre - Moshe Bejski, magistrato israeliano († 2007)
- 29 dicembre - Marcel Bitsch, compositore, musicologo e insegnante francese († 2011)
- 29 dicembre - Serafino Cellini, aviatore e partigiano italiano († 1943)
- 29 dicembre - Franz Gabl, sciatore alpino austriaco († 2014)
- 29 dicembre - Vladka Meed, partigiana, scrittrice e superstite dell'Olocausto polacca († 2012)
- 29 dicembre - Dobrica Ćosić, politico e scrittore jugoslavo († 2014)
- 30 dicembre - John Lloyd Ackrill, filologo classico inglese († 2007)
- 30 dicembre - Ken Jones, velocista e rugbista a 15 britannico († 2006)
- 30 dicembre - Rashid Karame, politico libanese († 1987)
- 30 dicembre - Jim McGregor, allenatore di pallacanestro statunitense († 2013)
- 30 dicembre - Robert H. Mounce, biblista e musicologo statunitense († 2019)
- 30 dicembre - Alfonso Santagiuliana, calciatore italiano († 1994)
- 30 dicembre - Attilio Zannier, politico italiano († 1973)
- 31 dicembre - Irv Rothenberg, cestista statunitense († 2009)
- 31 dicembre - Gilbert Stork, chimico belga († 2017)